# Il valore della scienza
Il valore della scienza (La Valeur de la Science) è un libro scritto dal matematico, fisico e filosofo Henri Poincaré. Venne pubblicato nel 1905. Il libro tratta di questioni riguardanti la filosofia della scienza e aggiunge dettagli su temi citati nel suo precedente libro: Scienza e Ipotesi (francese: La Science et l'Hypothèse), pubblicato nel 1902.

## Intuizione e logica
La prima parte del libro si occupa esclusivamente delle scienze matematiche e, in particolare, della relazione tra intuizione e logica nei matematici. Per prima cosa, esamina quali parti della scienza corrispondono a ciascuna delle due categorie di pensieri scientifici e sottolinea un paio di principi:
- Quello che definiamo come " intuizione " cambia nel corso del tempo (i filosofi antichi venivano visti come logici ai loro tempi ma, oggi, potremmo pensare a loro per come utilizzare l'intuizione) - è per questo che le idee si evolvono, insieme al progresso del pensiero scientifico;
- Questo processo iniziò con l'aritmeticizzazione delle analisi e si concluse con la rinascita di idee intuitive in un sistema assiomatico, del primo (vero) logico.

Questa storica intuizione è, quindi, intuizione matematica.
Per Poincaré, è un risultato del principio di least effort,  che ha un nesso con la convenzione scientifica basata sulla sperimentazione. La convenzione, dato un contesto, consente di prendere in considerazione teorie differenti per lo stesso problema e, successivamente, di fare una scelta basata sul grado della semplicità e dell'utilità delle spiegazioni avanzate da ciascuna di queste teorie (vedi anche il Rasoio di Occam). L'esempio scelto da Poincaré è quello dello spazio tridimensionale. 
Egli mostra come la rappresentazione di questo spazio è solo una possibilità, scelta per la sua utilità tra molti modelli che la mente può creare. La sua dimostrazione si basa sulla teoria della matematica continua (1893), una delle precedenti pubblicazioni di Poincaré.
Infine, Poincaré avanza l'idea di un rapporto fondamentale tra le scienze della geometria e di analisi. Secondo lui, l'intuizione ha due ruoli principali: 
permettere di scegliere quale rotta seguire nella ricerca della verità scientifica e per permettere di comprendere gli sviluppi logici:
“ La logica, che può solo dare certezze, è lo strumento della dimostrazione; l'intuizione è quella dell'invenzione ”
Inoltre, questo rapporto gli sembra inseparabile dal progresso scientifico, che presenta come un allargamento del quadro della scienza - nuove teorie che incorporano le precedenti, anche se rompendo vecchi schemi di pensiero.

## La fisica matematica
Nella seconda parte del suo libro, Poincaré studia i legami tra la fisica e la matematica. Il suo approccio, al contempo storico e tecnico, illustra le idee generali precedenti.
Nonostante fosse raramente uno sperimentatore, Poincaré riconosce e difende l'importanza della sperimentazione, che deve rimanere un pilastro del metodo scientifico. Secondo lui, non è necessario che la matematica incorpori la fisica in sé, ma la deve sviluppare come attività a sé stante. Tale attività sarebbe soprattutto uno strumento: per le parole di Poincaré, la matematica è " l'unica lingua in cui [i fisici] possono parlare " per capirsi e per farsi sentire. Questo linguaggio dei numeri sembra altrove per rivelare un'unità nascosta nel mondo naturale, quando ci può essere solo una parte della matematica che si applica alla fisica teorica. L'obiettivo primario della fisica matematica non è invenzione o scoperta, ma riformulazione. Si tratta di un'attività di sintesi, la quale permette di assicurare la coerenza delle attuali teorie in un dato momento. Poincaré riconosce che è impossibile sistematizzare tutta la fisica di un periodo di tempo specifico in una teoria assiomatica. Le sue idee di uno spazio tridimensionale stanno dando importanza in questo contesto.
Poincaré afferma che la matematica (analisi) e la fisica sono nello stesso spirito, che le due discipline condividono un obiettivo estetico comune e che siano entrambe in grado di liberare l'umanità dal suo stato semplice. In modo più concreto, l'interdipendenza della fisica e della matematica è simile al suo progetto di rapporto tra intuizione e analisi. Il linguaggio della matematica non permette solo di esprimere progressi scientifici, ma anche di fare un passo indietro per comprendere il mondo più ampio della natura. La matematica dimostra l'ampiezza delle specifiche e limitate scoperte realizzate dai fisici. D'altro canto, la fisica ha un ruolo chiave per il matematico - un ruolo creativo in quanto presenta problemi atipici radicati nella realtà. Inoltre, la fisica offre soluzioni e ragionamenti - come lo sviluppo del calcolo infinitesimale di Isaac Newton nel quadro della meccanica newtoniana.
La fisica matematica trova le sue origini scientifiche nello studio della meccanica celeste. Inizialmente, si trattava di un consolidamento di diversi campi della fisica che hanno dominato il XVIII secolo e che aveva consentito progressi in entrambi i campi teorici e sperimentali. Tuttavia, in concomitanza con lo sviluppo della termodinamica (al tempo contestata), i fisici hanno iniziato a sviluppare una fisica basata sull'energia. Per i matematici e per le loro idee fondamentali, questa nuova fisica sembrava contraddire il concetto newtoniano di interazioni tra le particelle. Secondo Poincaré questa è la prima crisi della fisica matematica.

### Seconda crisi
Nel corso del XIX secolo, le scoperte importanti sono state fatte in laboratorio e altrove. Molte di queste scoperte hanno dato sostanza alle teorie importanti. Altre scoperte non potevano essere spiegate in modo soddisfacente - o erano solo state occasionalmente osservate o erano in contrasto con le nuove ed emergenti teorie.
All'inizio del XX secolo, i principi unificanti sono stati messi in discussione. Poincaré spiega alcuni dei principi più importanti e le loro difficoltà:
- Il principio di conservazione dell'energia (che ha chiamato il principio di Mayer) - La scoperta del radio e la radioattività posto il problema della continua (e apparentemente inesauribile) emissione di energia delle sostanze radioattive.
- Il principio di entropia (che ha chiamato il principio di Carnot) - Il moto Browniano sembrava essere in opposizione alla seconda legge della termodinamica.
- La terza legge di Newton (che ha chiamato il principio di Newton) - Questa legge sembra in conflitto con le leggi dell'elettrodinamica proposti da Maxwell, e con la teoria dell'etere che aveva proposto per spiegare loro.
- Il principio di conservazione della massa (che ha chiamato principio di Lavoisier) - La considerazione di movimenti ad una velocità prossima a quella della luce aveva posto un problema per questo principio; questo è ancora un problema elettrodinamico: la massa di un corpo in un tale stato di moto non è costante.
- Il principio di relatività.
- Infine, ha aggiunto il principio di minima azione.

All'inizio del XX secolo, la maggior parte degli scienziati ha parlato di "diagnosi" di Poincaré per quanto riguarda la crisi dei principi fisici. In effetti, era difficile fare altrimenti: avevano scoperto fatti sperimentali, che i principi non potevano spiegare, e che, evidentemente, non potevano ignorare. Poincaré si è mantenuto relativamente ottimista per quanto riguarda l'evoluzione della fisica rispetto a queste gravi difficoltà sperimentali. Egli aveva poca fiducia nella natura dei principi: sono stati costruiti dai fisici perché accoglievano e prendevano in considerazione un gran numero di leggi. Il loro valore obiettivo consiste nella formazione di una convenzione scientifica, in altre parole nel fornire una solida base per la struttura sulla quale vero e il falso (nel significato scientifico delle parole) sono separati.
Ma se questi principi sono convenzioni, non sono però del tutto dissociate dal fatto sperimentale. Al contrario, se i principi non possono più sostenere le leggi adeguatamente, in conformità con l'osservazione sperimentale, perdono la loro utilità e sono respinti, senza nemmeno essere stati contraddetti. Il fallimento delle leggi comporta il fallimento dei principi, perché devono spiegare i risultati dell'esperimento. Per sopprimere tali principi, prodotti del pensiero scientifico di molti secoli, senza trovare una nuova spiegazione che li racchiude (nello stesso modo in cui la "Fisica dei principi" comprende la "Fisica delle forze centrali"), è sostenere che tutta la fisica passata non ha alcun valore intellettuale. Di conseguenza, Poincaré aveva grande fiducia che i principi fossero recuperabili. Ha detto che era responsabilità della fisica matematica ricostituire quei principi o trovare un sostituto per loro (l'obiettivo più grande è quello di restituire il campo per l'unità), dato che aveva svolto il ruolo principale nella loro discussione solo dopo averli consolidati nell'iniziare. Inoltre, è stato il valore della fisica matematica (in termini di metodo scientifico) che si vedeva accusato, a causa della implosione di alcune teorie. Due fisiche esistevano quindi allo stesso tempo: la fisica di Galileo e Newton, e la fisica di Maxwell; ma nessuno è stato in grado di spiegare tutte le osservazioni sperimentali che i progressi tecnici avevano prodotto.

### Elettrodinamica dei corpi in movimento
La serie di problemi riscontrati concentrata sull'elettrodinamica dei corpi in movimento. Poincaré rapidamente propose l'idea che fosse l'etere a modificare sé stesso, e non i corpi in acquisizione di massa, che verrebbero a contraddire le teorie precedenti (sulla base di un etere perfettamente immobile). Nel complesso, Poincaré mise in luce l'effetto Zeeman, causato dalle emissioni discontinue di elettroni. Il problema della materia discontinua costrinse la formulazione di un modello minimamente destabilizzante dell'atomo. Nel 1913, Niels Bohr presentò il suo modello atomico che si basa sul concetto di orbite di elettroni, e che spiega la spettroscopia, nonché la stabilità dell'atomo. Ma, nel 1905, il problema con tutti i tentativi di definire il comportamento del mondo microscopico era che nessuno sapeva se avessero avuto bisogno di considerare un modello simile a quello noto per gli oggetti macroscopici (il modello di meccanica classica), o se avrebbero dovuto cercare di sviluppare un modello completamente nuovo per dare conto dei fatti nuovi. Quest'ultima idea, che è stata seguita con la teoria dei quanti, implica anche definitivamente l'abbandono di un'unità già trovata nelle teorie precedenti della meccanica.

### Futuro della fisica matematica
Poincaré ha sostenuto che il progresso delle scienze fisiche avrebbe dovuto prendere in considerazione un nuovo tipo di determinismo, dando un nuovo posto al caso. E, in effetti, la storia della fisica del XX secolo è segnata da un paradigma in cui regna la probabilità. Nel valore della scienza, Poincaré scrive e ripete il suo entusiasmo per due linee di ricerca: le leggi statistiche (prendendo il posto delle leggi differenziali), e la meccanica relativistica (prendendo il posto della meccanica newtoniana). Tuttavia, egli non ha preso in considerazione le idee di Planck. Quest'ultimo aveva pubblicato nel 1900 le leggi spettrali che regolano le radiazioni di un corpo nero, che erano il fondamento della meccanica quantistica. Nel 1905, lo stesso anno della pubblicazione de "Il Valore della Scienza", Albert Einstein pubblicò un articolo decisivo sull'effetto fotoelettrico, che si basa sul lavoro di Planck. Nonostante i dubbi di Poincaré, che non erano legati alla sua visione della fisica come approssimazione della realtà (in contrasto con l'esattezza della matematica), le regole probabilistiche della meccanica quantistica erano chiaramente la risposta alla seconda crisi della fisica matematica, alla fine del XIX secolo. (Si può notare che nel 1902, Poincaré previde una fisica relativistica che era strettamente allineata, nel suo assetto teorico, a quella sviluppata e proposta da Einstein molti anni dopo.)

## Valore obbiettivo della scienza
"Qual è lo scopo della scienza?" è la domanda più volte proposta nel libro di Poincaré. Per questo problema teleologico, Poincaré risponde prendendo la posizione opposta a quella di Édouard Le Roy, filosofo e matematico, che ha sostenuto in un articolo 1905 (Sur la logique de l'invention, "Sulla logica della invenzione") che la scienza è intrinsecamente anti-intellettuale (nel senso di Henri Bergson) e nominalistica. A differenza di Le Roy, Poincaré segue il pensiero di Pierre Duhem. Egli spiega che l'idea che la scienza sia anti-intellettuale è auto-contraddittoria, e che l'accusa di nominalismo può essere fortemente criticata, perché poggia su confusioni di pensieri e definizioni. Difende l'idea di principi tradizionali, e l'idea che l'attività scientifica non è semplicemente un insieme di convenzioni disposte arbitrariamente intorno alle osservazioni grezze di esperimento. Egli vuole piuttosto dimostrare che l'oggettività nella scienza deriva proprio dal fatto che lo scienziato non fa altro che tradurre i fatti grezzi in una particolare lingua: "(...) tout ce que crée le savant dans un fait, c'est le langage dans lequel il l'énonce". L'unico contributo della scienza sarebbe lo sviluppo di un linguaggio sempre più matematizzato, un linguaggio coerente perché offre previsioni che sono utili - ma non di certo, che rimangono sempre soggette ai confronti con le osservazioni reali, e sono sempre fallibili.